# Always on the Run
Az Always on the Run (magyarul: Állandó rohanásban) a német Isaak dala, mellyel Németországot képviselte a 2024-es Eurovíziós Dalfesztiválon Malmőben. A dal 2024. február 16-án, a német nemzeti döntőben megszerzett győzelemmel érdemelte ki a dalversenyen való indulás jogát.

## Eurovíziós Dalfesztivál
2024. január 19-én az NDR bejelentette, hogy az énekes is résztvevője lesz a Eurovision Song Contest: Das Deutsche Finale német eurovíziós nemzeti válogatónak. Versenydala a február 16-án rendezett döntőben a nemzetközi zsűri és a nézők szavazatai által megnyerte a válogatóműsort. A zsűri és a közönség szavazatai alapján is az első helyezést érte el, ezzel 24 pontot összegyűjtve az első helyen végezett, így ezzel a dallal képviselhette Németországot az Eurovíziós Dalfesztiválon.
Mivel Németország tagja az automatikusan döntős „Öt Nagy” országának, ezért a dal az Eurovíziós Dalfesztiválon először a május 11-én megrendezendő döntőben versenyzett, de előtte az első elődöntőben is előadták, az Izlandot képviselő Hera Björk Scared of Heights című dala után és a Szlovéniát képviselő Raiven Veronika című dala előtt. A döntőben fellépési sorrendben másodikként lépett fel, a Svédországot képviselő Marcus & Martinus Unforgettable című dala után és a Luxemburgot képviselő Tali Fighter című dala előtt. A zsűri szavazáson az tizedik helyen végzett 99 ponttal, míg a nézői szavazáson a tizenkilencedik helyen végzett 18 ponttal, így összesítésben 117 ponttal a verseny tizenkettedik helyezettje lett.
A következő német induló Abor & Tynna Baller című dala volt a 2025-ös Eurovíziós Dalfesztiválon.

## Galéria

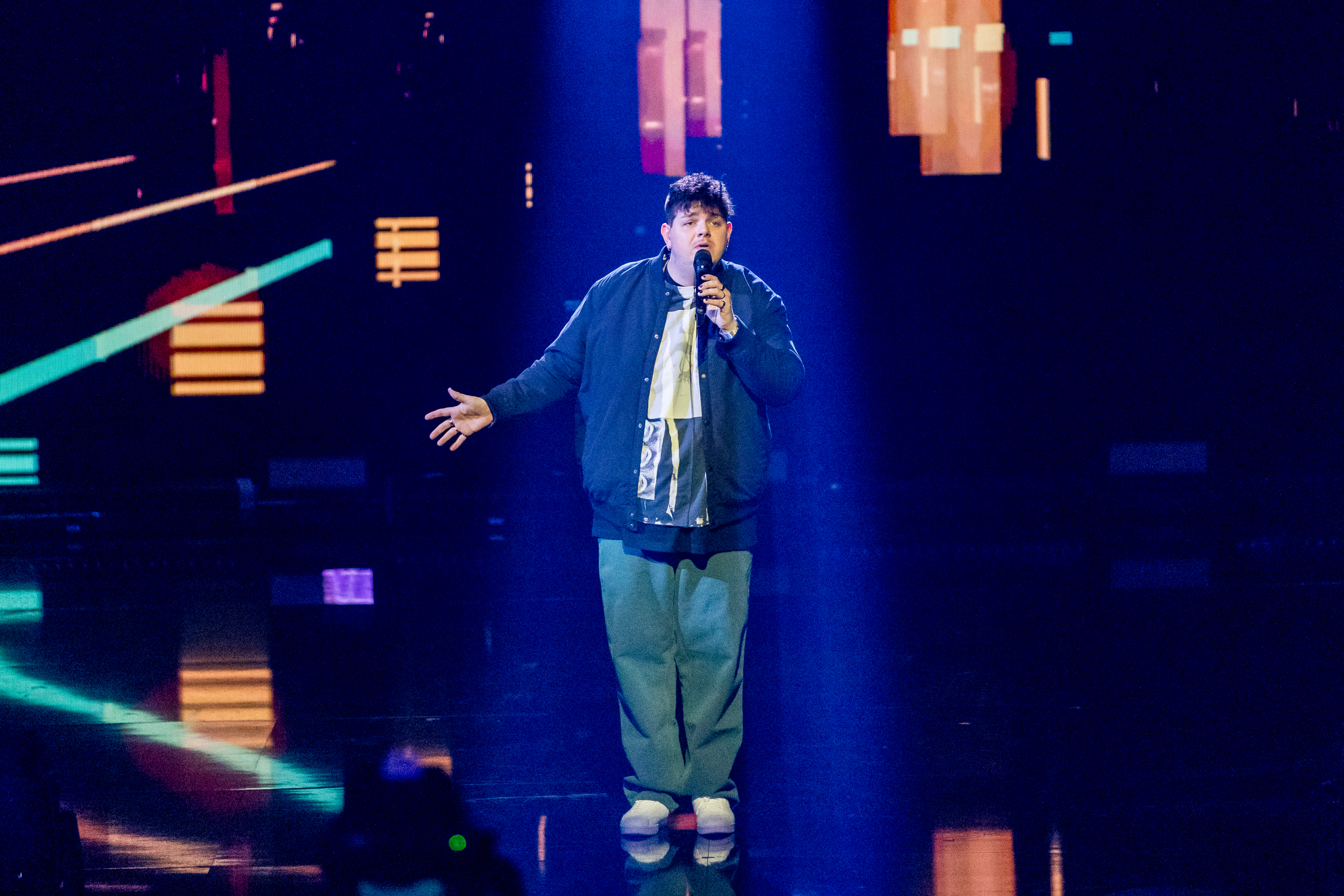
A német döntőben
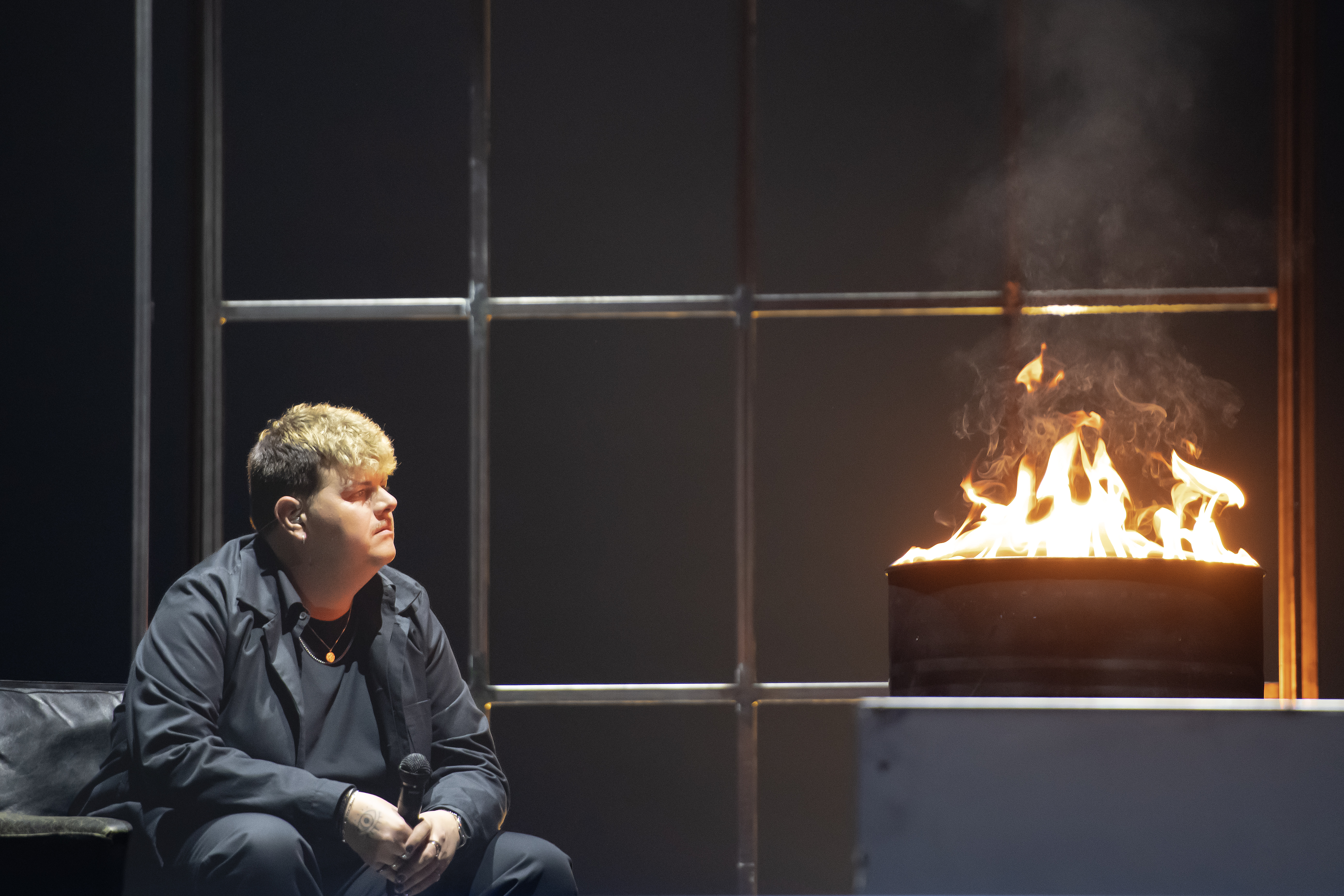
Az elődöntőben
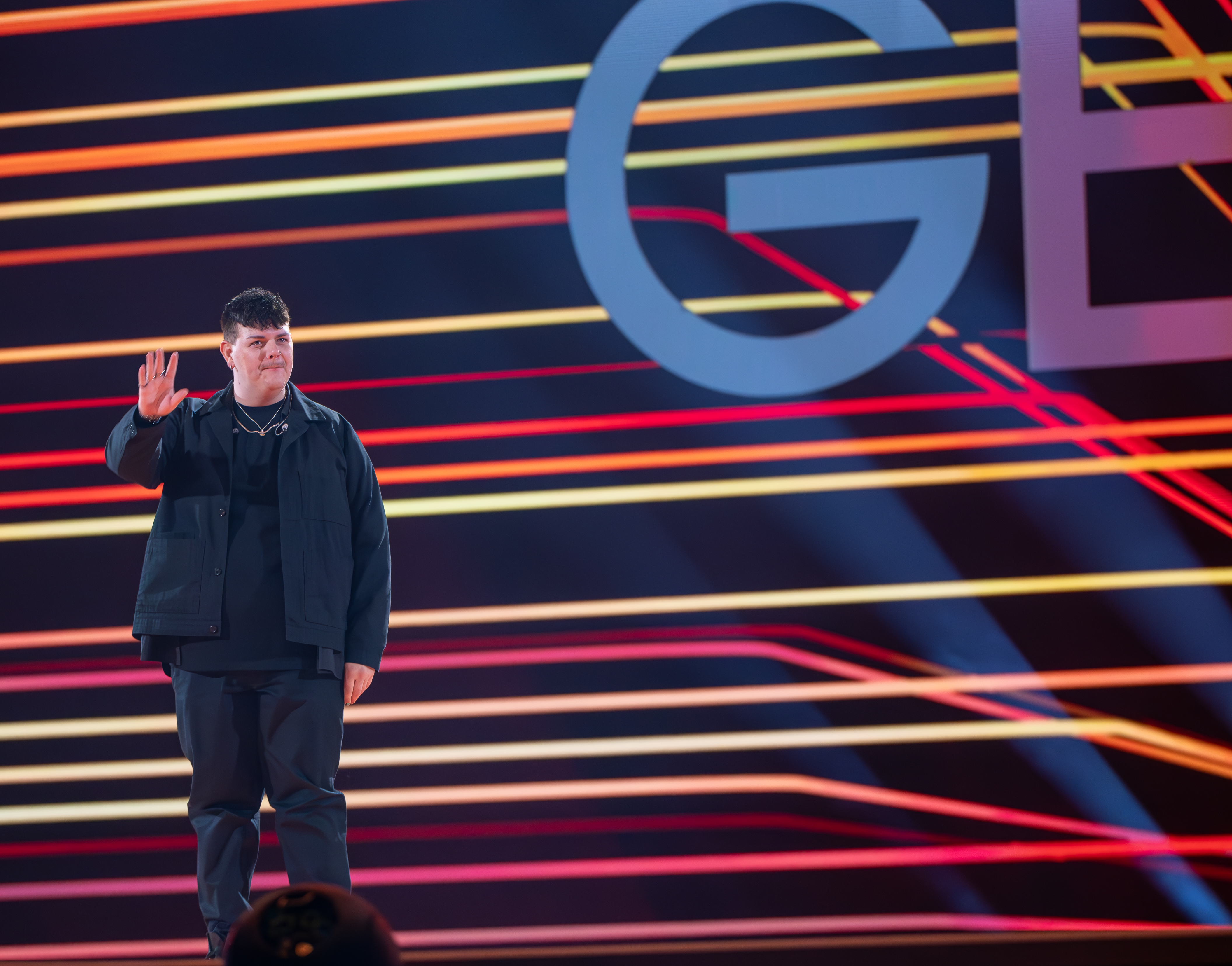
A döntő bevonulásán
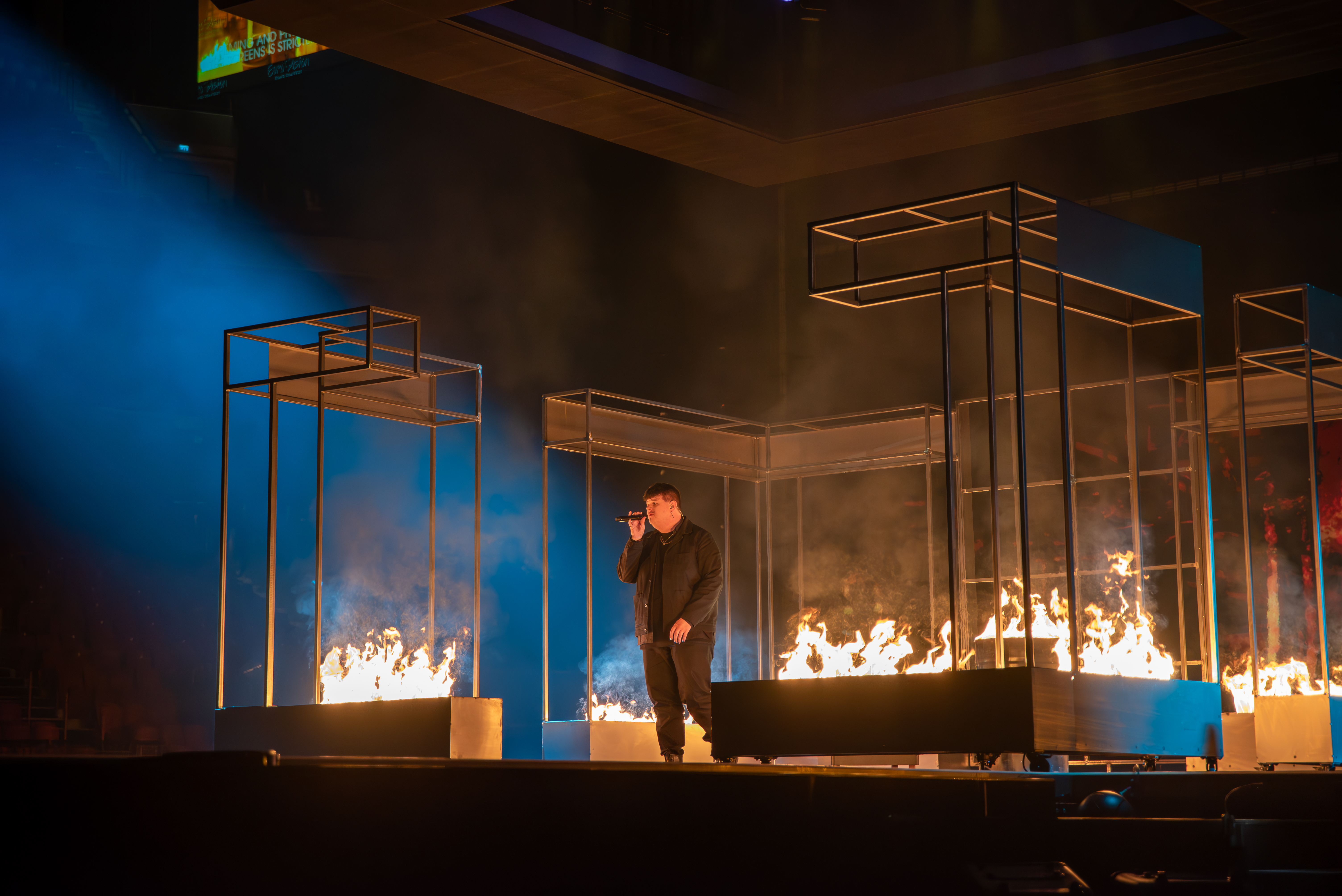
A döntőben